# François Zimeray
François Zimeray, né le 4 juillet 1961 à Paris, est un avocat, homme politique et diplomate français.
Député au Parlement européen de 1999 à 2004, il est maire du Petit-Quevilly et président de la Communauté de l'agglomération de Rouen. Le 13 février 2008, il est nommé ambassadeur pour les droits de l'homme.
Par décret du 12 octobre 2013, il devient ambassadeur de France auprès du Royaume du Danemark. En février 2015, il échappe à un attentat islamiste à Copenhague. En septembre 2018, il reprend son métier d’avocat et s’associe avec Jessica Finelle pour créer le cabinet d'avocats  Zimeray & Finelle spécialisé sur les droits humains. Il rejoint également la cabinet Doughty Street Chambers à Londres, spécialisé sur les droits de l'Homme.  

## Biographie

### Famille et études
Fils d'un entrepreneur et d'une psychanalyste, François Zimeray fait ses études au lycée Janson-de-Sailly puis obtient une maitrise de droit à l'université de Paris II Panthéon-Assas et un certificat de sciences criminologiques à l'Institut de criminologie de Paris.
Marqué par son éducation juive et la Shoah, il s'engage à 17 ans pour les réfugiés cambodgiens en créant une association, puis se rend quelques années plus tard dans les camps à la frontière thaïlandaise,,.

### Carrière professionnelle
En 1987, il s'inscrit au barreau de Paris et intègre le cabinet Jeantet et associés comme avocat puis comme avocat associé à partir de 1997. Il le quitte à sa nomination comme ambassadeur en 2008. Il a participé avec Hubert Védrine au projet de développement asiatique du cabinet Jeantet et a fondé le Bureau Asie de l'Alliance des Avocats européens.
Il est également membre du Barreau pénal international de La Haye et de l'Institut français des experts juridiques internationaux (IFEJI).
En septembre 2018, il s’associe avec Jessica Finelle pour créer le cabinet Zimeray & Finelle.
Dans le même temps, il rejoint avec le Prince Zeid et Shirin Ebadi, prix Nobel de la paix, une équipe d’avocats très engagés sur la défense des droits fondamentaux au sein du cabinet londonien Doughty Street Chambers (en).
En novembre 2018, la Commission politique intérieure de l’Assemblée nationale du Venezuela présidée par Juan Guaidó, le désigne pour la conseiller et l'assister devant les juridictions et institutions internationales s’agissant des graves violations des droits de l'homme commises dans le pays,.
François Zimeray représente également l'homme d'affaires suisse Eric Freymond mis en examen au mois de décembre 2019 dans l'affaire LVMH - Hermès,.
En décembre 2018, il défend les intérêts de Maître Saif ul Malook, avocat d'Asia Bibi, chrétienne pakistanaise condamnée à mort pour blasphème puis acquittée fin octobre après avoir passé neuf ans en prison. En février 2019 il lance un appel aux chefs d'État européens pour leur demander solennellement de donner à Saif ul Malook « la protection et le statut que son héroïsme appelle ». Avec le soutien d'Avocats sans frontières, de SOS Chrétiens d'Orient et des barreaux, il lance un appel aux dirigeants européens pour que Saif Al Malook puisse résider et travailler librement en Europe,.
En 2019, il devient l'un des deux avocats français de Carlos Ghosn lors de l'incarcération de ce dernier au Japon,,. A la demande de la famille, François Zimeray saisit l'Organisation des Nations unies (ONU) pour dénoncer une détention qu'il juge "moyenâgeuse".
En avril 2019, il saisit avec Matthias Fekl et Jessica Finelle le Rapporteur Spécial sur la promotion et la protection de la liberté d’expression des Nations unies pour dénoncer le sort réservé à l'écrivain égyptien Alaa al-Aswany poursuivi devant un tribunal militaire et interdit de publication depuis 5 ans en Égypte,.
En 2020, il obtient que « le Groupe de travail de l'ONU sur la détention arbitraire estime que la détention de Carlos Ghosn au Japon avait été contraire aux droits de l'Homme et "arbitraire". »,.
Toujours la même année, il a été saisi par la famille Maxwell pour porter plainte à l'ONU sur les conditions de détention de Ghislaine Maxwell (complice de Jeffrey Epstein).
Il s'engage également dans la défense d'une plaignante pour faits de viol et de contrainte sexuelle, dont l'auteur serait Tariq Ramadan.
En 2021, il obtient la libération de Fabien Azoulay, un entrepreneur franco-américain de 43 ans arrêté lors d'un voyage en Turquie et condamné à 20 ans de prison pour s’être fait livrer à son hôtel une fiole de GBL, un solvant utilisé comme drogue. Le Français ne se doutait pas que ce produit avait été interdit six mois plus tôt en Turquie.

### Carrière politique

#### Élu local
Il s'installe au Petit-Quevilly en 1986 avant la fin de sa formation d'avocat. Ami intime de Laurent Fabius, qui fut son témoin de mariage et son parrain en politique, il met fin à l'hégémonie communiste à la mairie du Petit-Quevilly, en devenant maire de la commune en 1989, mandat qu'il conserve jusqu'en 2001. Il est, à 27 ans, le plus jeune maire de France des villes de plus de 20 000 habitants. Il fonde la première association des maires pour l'environnement, les Eco-maires. Il publie sur ce sujet, le Maire et la protection juridique de l'environnement en 1994. Il est conseiller général du canton du Petit-Quevilly de 1994 à 1999.
Il demeure en 2001 premier adjoint de la commune, et est, de 2001 à 2008, président de la communauté de l'agglomération rouennaise. Il porte alors les projets du palais des Sports, de la salle de musiques actuelles 106, le Plan vélo, le Plan lumière, la mise en place du Teor - transport en commun en site propre.

#### Député européen
En 1999, il est élu député du groupe socialiste au Parlement européen, sur la liste Construisons notre Europe de François Hollande. Durant son mandat, il est membre de la Commission des Affaires étrangères et de la Défense, membre de la Commission juridique du Parlement. Il est l'auteur de huit rapports adoptés à l'unanimité, dont Mieux légiférer, s'opposant à la surproduction législative européenne. Il travaille notamment sur la préparation de la Charte des droits fondamentaux de l'Union Européenne, et apporte son soutien actif à plusieurs militants des Droits de l'Homme persécutés dans le monde. Il se rend ainsi au Laos à la demande d'Emma Bonino et obtient la libération de militants emprisonnés. Il est également le sponsor, en 2000, d'une proposition de résolution du Parlement européen contre les mutilations génitales féminines.
Se présentant comme « militant du camp de la paix », il dit s'efforcer de tenir une position équilibrée, dénonçant à la fois la colonisation juive et le terrorisme palestinien. Pierre Péan le décrit comme « engagé aux côtés de la politique israélienne ». François Zimeray considère qu'être uniquement pro-israélien ou pro-palestinien relève d'une forme de « hooliganisme intellectuel ».
Le parti socialiste ne lui donne pas son investiture pour les européennes de 2004, du fait, selon Libération, de son militantisme jugé trop pro-israelien,, notamment pour avoir demandé un contrôle par l'Office de lutte anti-fraude des aides européennes à la Palestine.
Dans son discours au Parlement européen le 6 février 2013, le Président de la République tunisienne, Moncef Marzouki, a remercié publiquement François Zimeray pour son soutien lorsqu'il était victime de la dictature de Ben Ali.

#### Mandats
- 1989-2001 : Maire du Petit-Quevilly ; vice-président du SIVOM, du district, de la communauté d’agglomération
- 1995-2001 : Président de la Commission environnement du district et de la communauté
- 1994-1999 : Conseiller général
- 1995-2000 : Président du Syndicat d’assainissement de l’agglomération rouennaise
- 1999-2004 : Député au Parlement européen ; membre de la commission juridique ; membre de la commission de l’Industrie, du Commerce, de la Recherche et de l’Énergie
- 2001-2008 : Président de la communauté de l’agglomération de Rouen ; premier adjoint au maire de Petit-Quevilly

### Carrière diplomatique
En 2007, François Zimeray prend une part active à la mobilisation en faveur du Darfour, et se rend dans les camps de réfugiés du Tchad. Il interpelle publiquement deux ministres soudanais invités par la Chambre de commerce et d'industrie de Paris.[réf. nécessaire]
Attentat
Le 14 février 2015, François Zimeray échappe à la mort lors des fusillades de Copenhague. Il venait de faire l'intervention d'ouverture à une réunion de militants féministes dont la leader des Femen et de caricaturistes. Cette attaque, survenue peu après le massacre de Charlie Hebdo, sera revendiquée par l'État islamique dans Dabiq.

#### Ambassadeur des Droits de l'homme
Il a été nommé le 13 février 2008, par Nicolas Sarkozy, « ambassadeur pour les droits de l’Homme ». Cette nomination a suscité une controverse politique et une procédure juridictionnelle devant le Conseil d'Etat.
En 2009, François Zimeray est également nommé ambassadeur chargé de la dimension internationale de la Shoah et de la mémoire de l'Holocauste. Il a également initié plusieurs démarches de sensibilisation contre l'antisémitisme contemporain. Il s'est rendu à plusieurs reprises à Auschwitz et a soutenu d'importantes initiatives de dialogues entre les cultures, comme le projet Aladin qu'il a présenté à Bagdad en février 2010.
L'Examen périodique universel de la France a été présenté, en 2008 et en 2012, par François Zimeray au Conseil des droits de l'homme des Nations unies.
Il est intervenu au nom de la France au Congrès mondial pour l'abolition de la peine de mort, et en 2010 à la Conférence de Kampala sur la Cour pénale internationale. Lors de la conférence de Durban II (Genève, 2009), il fait partie des représentants français qui se lèvent et quittent la salle lors du discours du président iranien Mahmoud Ahmadinejad[réf. nécessaire]. À New York, il a présidé le forum sur les enfants-soldats dans le cadre de l'Assemblée générale des Nations unies,.
En octobre 2011, il se rend à Tripoli quelques jours après la mort de l'ancien leader libyen, Mouammar Kadhafi. En novembre 2011, il est l'un des premiers diplomates à être reçu à Rangoun par Aung San Suu Kyi.

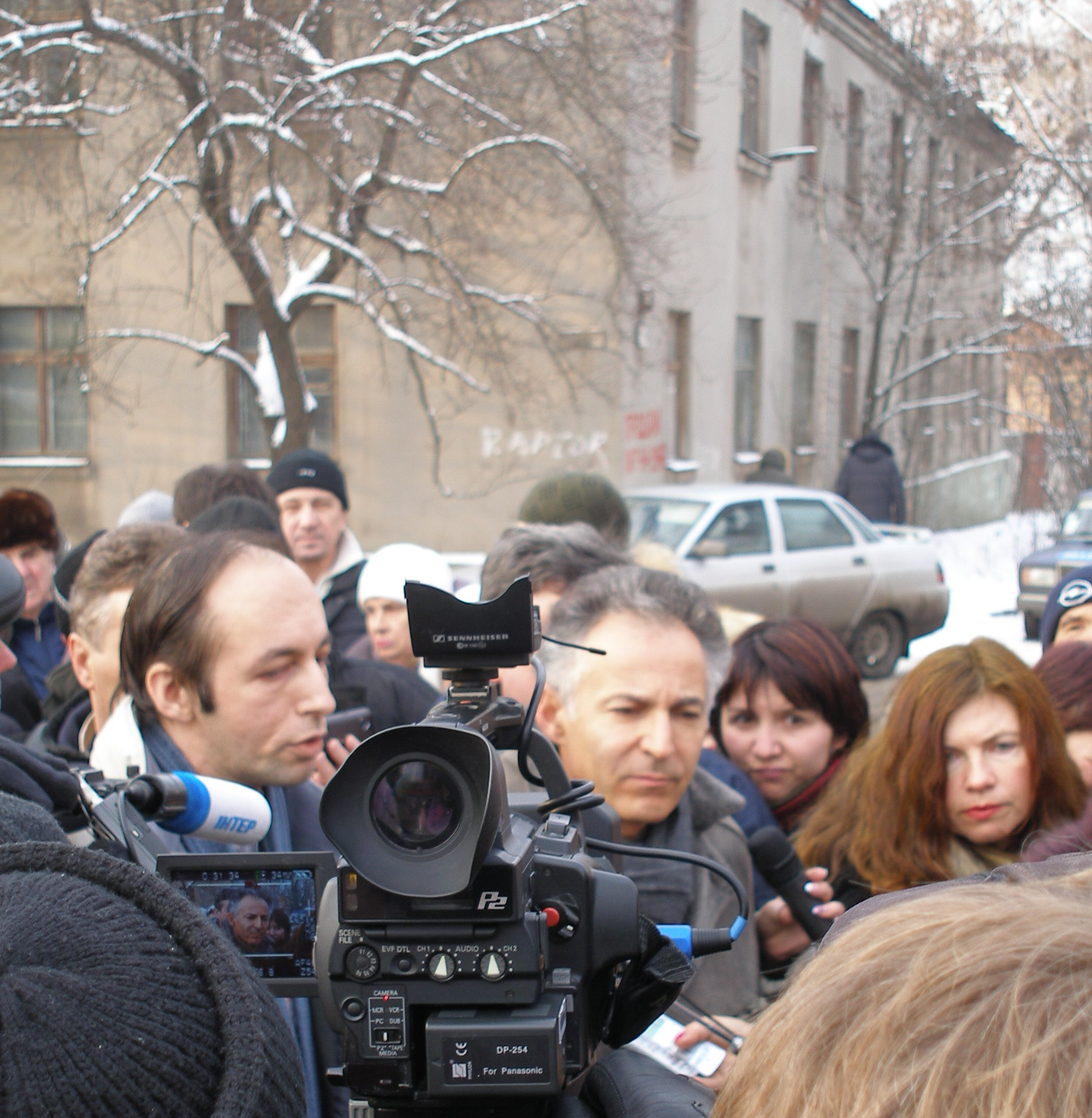
François Zimeray devant la prison de Kharkiv (Ukraine) où est détenue Ioulia Tymochenko, en 2012.

En janvier et en avril 2012, il se rend à deux reprises à la prison de Kharkov, pour tenter de s'entretenir avec l'ancienne Premier ministre ukrainienne, Ioulia Tymochenko et assiste à l'ouverture de son second procès, lors duquel il dénonce des accusations motivées par des raisons politiques. François Zimeray a également représenté la diplomatie française lors de plusieurs procès : il s'est rendu à Moscou pour le procès de Mikhail Khodorkovsky, au Kazakhstan pour soutenir le défenseur des droits de l'homme Evgueni Jovtis,.
Durant ses fonctions d'« ambassadeur pour les droits de l’homme » il se rend en Syrie et dénonce dans un entretien à L'Express le « Guernica syrien » perpétré par le « gang des barbares » qui dirige le pays. Il avance alors qu'« une intervention en Syrie doit être politiquement possible et militairement souhaitable ». Il affirme qu'« il faut tout faire pour les chasser du pouvoir ». Dans une autre interview de 2012, il déclare indispensable que Bachar el-Assad comparaisse devant une juridicion comme criminel. Il est chargé par Alain Juppé de collecter les éléments de preuve de crimes contre l'humanité commis par le régime syrien.
En avril 2012, il est reçu par le Président Paul Kagame du Rwanda pour évoquer la lutte contre l'impunité des auteurs du génocide rwandais.
Pendant ces cinq années au poste d'ambassadeur pour les droits de l'homme, François Zimeray effectue plus de cent vingt missions de terrain.
En novembre 2012, il rend visite à Lydienne Yen-Eyoum en prison, une avocate franco-camerounaise détenue arbitrairement au Cameroun depuis le 9 juillet 2011. Elle sera libérée de prison en 2016, après que son arrestation et sa détention eurent été jugées arbitraires par l'Organisation des Nations unies.
En mai 2013, il s'est également rendu au Bangladesh après l'effondrement du Rana Plaza pour rencontrer les familles des victimes à l'hôpital ENAM de Savar, et exprimer la solidarité de la France. À Dacca, il a ensuite rencontré les autorités et les parties prenantes dans la modernisation du droit du travail au Bangladesh et a exposé les questions liées aux droits de l'homme soulevées par l'effondrement de l'usine.
La même année, Moncef Marzouki, premier président tunisien élu démocratiquement après les printemps arabes, a remercié François Zimeray alors qu'il était reçu au Parlement européen pour son soutien lorsqu'il était privé de liberté.
En accord avec les lignes directrices de l'Union européenne, François Zimeray a fixé pour objectif que toutes les ambassades de France deviennent des « maisons des droits de l'homme »[réf. nécessaire].

#### Ambassadeur de France au Danemark
En octobre 2013, il est nommé par François Hollande ambassadeur de France auprès du Royaume du Danemark. Participant à un débat sur la liberté d'expression dans un centre culturel de Copenhague pris pour cible lors de la première des deux fusillades de Copenhague le 14 février 2015, il en sort indemne. Deux personnes sont tuées par Omar El Hussein, affilié à l'État islamique, qui sera abattu le lendemain.

### Prises de position

#### Droits des femmes
Dans son livre J’ai vu partout le même visage, il milite pour les droits des femmes et contre le patriarcat : "Autant de nouvelles frontières pour la dignité, dont l'exigence se tient derrière toutes les sociétés humaines, autant de batailles à livrer, encore et partout. Mais si, au terme de ce périple (…), je devais n'en tenir qu'une seule, qui les surplombe toutes, je sais aujourd'hui que notre détermination à rendre partout aux femmes leur pleine capacité - notamment par l'éducation des filles - en dira long sur l'avenir de l'humanité. C'est la cause de tous les hommes et je n'en connais pas de plus haute".
En 2021, il participe au livre Toutes afghanes, un ouvrage collectif rendant hommage aux femmes afghanes peu après la prise de contrôle de l'Afghanistan par les Talibans.
En mai 2023 il est présent au Tribunal de Genève comme défenseur de la présumée victime de viol par Tariq Ramadan.

#### Israël
En 2003, il fut l'un des fondateurs du Cercle Léon Blum constitué pour lutter contre la recrudescence de l'antisémitisme en France,,. Dans une interview de Nissim Zvili, il met aussi la lutte contre l'antisionisme au nombre des objectifs de ce cercle, qu'il présente comme « constitué [...] pour lutter contre la recrudescence d’un nouvel antisémitisme/antisionisme provenant d’une prétendue gauche radicale, altermondialiste ». Il préside l'association Medbridge Strategy Center, qu'il fonde à Bruxelles avec des personnalités européennes telles que Willy De Clercq, François Léotard, Emma Bonino ou Ana Palacio.Il a été durant trois mois vice-président de la Commission politique du Conseil représentatif des institutions juives de France (CRIF) avant d'en démissionner.
François Zimeray s'identifie au « camp de la paix » et dit s'efforcer de tenir une ligne modérée dans un contexte passionnel. Dans un discours à Jérusalem, il affirme: « Quand j’entends en France des gens comparer Gaza à un camp de concentration, c’est du révisionnisme contre lequel nous devons lutter ». À l'Assemblée nationale, il déclare « toute personne qui se définit comme uniquement pro israélien ou uniquement pro palestinien, qui ne serait que pour l'un contre l'autre est - pardonnez cette expression peu diplomatique - un salaud ».

#### Irak
Il reconnaît avoir soutenu la guerre d'Irak, l'estimant justifiée, mais il dénonce les ravages qu’elle a causés et qu'il a vus lors de ses voyages à Bagdad dans les années qui suivirent.

## Distinctions
- Chevalier de la Légion d'honneur (2005)
- Officier de l'ordre national du Mérite le 2 mai 2017[70]
- Officier de l'Ordre royal du Cambodge[réf. nécessaire]
- Médaille de la jeunesse, des sports et de l'engagement associatif, bronze[5].
- Médaille du Barreau de Paris[71].
- Prix Pierre Simon, catégorie Éthique et géopolitique Thérèse Delpech 2016

## Publications
- François Zimeray, Le maire et la protection juridique de l'environnement, préface de Michel Barnier, éditions Litec, 248 pages, octobre 1994  (ISBN 2711124177).
- Jacques-Sylvain Klein, La Maison sublime, préface de François Zimeray et Pierre Albertini, Édition Point de vues, 128 pages, 29 mars 2006  (ISBN 2915548072).
- François Zimeray, J'ai vu partout le même visage, éditions Plon, 300 pages, avril 2016  (ISBN 978-2-259-24896-9).